# Chand Torsvik
Chand Torsvik (Índia, 12 de outubro de 1982) é um cantor norueguês que ganhou a primeira temporada da versão norueguesa do programa de televisão inglês The X Factor, que foi ao ar de setembro a novembro de 2009 no canal dois da televisão norueguesa. Ele nasceu na Índia, mas foi adotado por seus pais, de Spillum.

## Discografia
A discografia de Chand Torvisk é composta por três álbuns, o EP Ikke ein av dem, de 2004, Kongeriket Norge de 2008 e Kongeriket Norge, de 2010. O cantor também lançou um single, Diamanten, lançado em 2009.